# Calvo Sotelo de Puertollano Club de Fútbol
El Calvo Sotelo Puertollano Club de Fútbol es un club de fútbol español de la ciudad de Puertollano (Ciudad Real), fundado en 2015. En su creación se usó el número federativo de la escuela deportiva, el Club Deportivo Básico Calvo Sotelo de Puertollano.Actualmente compite en la Tercera RFEF Grupo XVIII.
Surgió como refundación del CD Puertollano  debido a graves problemas económicos de dicho club, segundo club del fútbol manchego por importancia en el fútbol español tras el Albacete Balompié; el Club Deportivo Puertollano estuvo 11 temporadas en Segunda División.
Este nuevo Calvo Sotelo acumula tres ascensos en tres años. Logros que acumulan equipos refundados en esta década como poseen el Salamanca Club de Fútbol UDS, la Unión Deportiva Ourense, el Unionistas de Salamanca Club de Fútbol, el Club Deportivo Manchego Ciudad Real o el Xerez Deportivo FC.
En la temporada 2018-19 el Calvo Sotelo se estrena en una categoría nacional del fútbol español, en la Tercera División, cuarto nivel del fútbol de dicho país. Al finalizar la temporada queda en la novena posición en mitad de tabla.

## Historia
Fundado en 2015, el equipo tuvo que empezar en Segunda Autonómica. Tras una gran temporada se consigue ascender a Primera Regional.
En la nueva campaña 2016-17, se volvió a repetir la misma historia y conseguir así el ansiado ascenso a Preferente. En el debut del cuadro ciudarrealeño, se cosecharon grandes goleadas como un 6-0 ante el Miguel Esteban u otro 6-0 ante el Club Deportivo Caudetano. La mayor goleada que se cosechó esta temporada fue el 10-0 al Cultural Vandeganga con dobletes de Christian, Reyes, Valdivia y Adri Rico; logrando así el ascenso a una categoría nacional, la Tercera División, ganando el campeonato del Grupo 1 de Primera Autonómica Preferente de Castilla-La Mancha y estando a 7 puntos del segundo clasificado, el Club de Fútbol La Solana, con su mejor jugador Iván Sánchez destacando por su defensa contundente y equivocándose alguna vez de cara a portería llegando incluso a marcar, en definitiva, un animal el 5 azul (Títulos personales: Pichichi en 5th). 
En la temporada de su ascenso a la Tercera División de España - Grupo XVIII (2018/19) hizo un curso tranquilo deportivamente quedando en mitad de tabla en la novena posición.

## Escudo
El escudo vuelve a recuperar (a diferencia del último escudo que tuvo el equipo precursor) la clásica estrella con las siglas CS sobre el emblema de Puertollano, flanqueado por dos castilletes mineros. 

## Uniforme
Se sigue utilizando camiseta y pantalones azules.

## Plantilla y cuerpo técnico

### Plantilla 2024/25
- Actualizado el 11 de agosto de 2024

## Trayectoria
- Temporadas en Segunda División: 0
- Temporadas en Segunda División B: 0
- Temporadas en Segunda RFEF: 1
- Temporadas en Tercera RFEF: 2
- Temporadas en Tercera División: 3
- Temporadas en Primera Autonómica Preferente de Castilla-La Mancha: 1
- Temporadas en Primera Autonómica de Castilla-La Mancha: 1
- Temporadas en Segunda División Autonómica de Castilla-La Mancha: 1

## Rivalidad
Mantiene una rivalidad histórica con el  Club Deportivo Manchego Ciudad Real, ambos equipos considerados los mejores de la provincia históricamente.
Estas localidades poseen gran rivalidad entre sí por su cercanía y sus grandes poblaciones. El balance de victorias es superior para el equipo minero.

## Palmarés

### Campeonatos nacionales
- Subcampeón de Tercera División (1): 2020-21 (Grupo XVIII).[8]

### Campeonatos regionales
- Regional Preferente de Castilla-La Mancha (1): 2017-18 (Grupo 1).[9]
- Primera Regional de Castilla-La Mancha (1): 2016-17 (Grupo 2).[10]
- Segunda Regional de Castilla-La Mancha (1): 2015-16 (Grupo 2).[11]
- Copa RFEF (Fase Regional de Castilla-La Mancha) (2): 2020-21[12] y 2024-25.[13]
- Copa Diputación Provincial de Ciudad Real (1): 2021.[14]
- Subcampeón del Trofeo Junta de Comunidades de Castilla-La Mancha de fútbol (2): 2021-22[15] y 2024-25.
- Subcampeón de la Copa Diputación Provincial de Ciudad Real (1): 2019.[16]

### Trofeos amistosos
- Trofeo Ciudad de Puertollano (3): 2015, 2016 y 2019.
- Trofeo Puerta de Toledo (1): 2017.